# Kameroense parlementsverkiezingen (1992)
De Kameroense parlementsverkiezingen van 1997 werden op 17 mei gehouden voor het lagerhuis van het parlement, de Nationale Vergadering. Het waren de eerste verkiezingen op basis van een meerpartijenstelsel sinds 1964. Als onderdeel van een hervormingsagenda werden in 1990 door de president Paul Biya oppositiepartijen gelegaliseerd en kwam er een einde aan het eenpartijstelsel met de Rassemblement démocratique du peuple camerounais (RDPC) als enige toegestane partij.

## Verkiezingen
Bij de verkiezingen op 1 maart behaalde de RDPC 88 zetels en werd daarmee de winnaar van de verkiezingen. De partij kwam echter drie zetels te kort voor een meerderheid. Van de oppositiepartijen behaalden de UNDP 68, de UPC 18 en de MDR 6 zetels. Het Front social démocrate, de belangrijkste oppositiepartij besloot de verkiezingen te boycotten. De opkomst lag op ongeveer 61%.

### Kandidaten
| Partij                                           | Aantal kandidaten |
| ------------------------------------------------ | ----------------- |
| Rassemblement démocratique du peuple camerounais | 180               |
| Union nationale pour la démocratie et le progrès | 167               |
| Union des Populations du Cameroun                | 94                |
| Mouvement pour la Défense de la République       | 32                |
| Overige partijen                                 | 178               |
| Bron: IPU                                        |                   |

### Uitslag
| Partij                                | Partij                                           | Zetels                                | %         | +/-   |
| ------------------------------------- | ------------------------------------------------ | ------------------------------------- | --------- | ----- |
|                                       | Rassemblement démocratique du peuple camerounais | 88                                    | 45,95     | -92   |
|                                       | Union nationale pour la démocratie et le progrès | 68                                    | 34,95     | NIEUW |
|                                       | Union des Populations du Cameroun                | 18                                    | 8,87      | NIEUW |
|                                       | Mouvement pour la Défense de la République       | 6                                     | 4,09      | NIEUW |
|                                       | Parti des démocrates camerounais                 | 0                                     | 1,74      | NIEUW |
|                                       | Overige partijen                                 | 0                                     | 4,42      | NIEUW |
| Totaal                                | Totaal                                           | 180                                   | 100       | 0     |
| Totaal uitgebrachte stemmen           | Totaal uitgebrachte stemmen                      | Totaal uitgebrachte stemmen           | 2.435.566 | 100   |
| Geldig uitgebrachte stemmen           | Geldig uitgebrachte stemmen                      | Geldig uitgebrachte stemmen           | 2.136.668 | 87,73 |
| Ongeldig uitgebrachte stemmen/ blanco | Ongeldig uitgebrachte stemmen/ blanco            | Ongeldig uitgebrachte stemmen/ blanco | 298.898   | 12,27 |
| Geregistreerde kiezers/ opkomst       | Geregistreerde kiezers/ opkomst                  | Geregistreerde kiezers/ opkomst       | 4.010.558 | 60,73 |
| Bron: CLEA, AED                       |                                                  |                                       |           |       |

### Verdeling van zetels naar sekse
| Mannen    | 158 |
| Vrouwen   | 22  |
| Bron: IPU |     |

Presidentsverkiezingen: 1965 · 1970 · 1975 · 1980 · 1984 · 1988 · 1992 · 1997 · 2004 · 2011 · 2018 · 2025

Parlementsverkiezingen: 1964 · 1973 · 1978 · 1983 · 1988 · 1992 · 1997 · 2002 · 2007 · 2013 · 2020

Referenda: 1972